# Gordon Black
Gordon Black – Gruselkrimi aus der Geisterwelt war eine Gruselheftromanserie aus dem Marken-Verlag, die von 10/1982 bis 09/1983 lief.

## Handlung/Figuren
Gordon Black ist ein amerikanischer Rechtsanwalt mit schottischen Vorfahren. Er arbeitet mit seiner Lebensgefährtin Hanako Kamara, einer Halbjapanerin, zusammen. Sein Büro liegt in der Secound Avenue, mit Blick auf das UNO-Gebäude. Bereits der Vater Blacks hatte Erfahrung mit dem Übersinnlichen. So besitzt Gordon Black denn auch von Beginn an über magische Hilfsmittel wie den Hexendolch Athame und eine silberne Statue der Göttin Aradia. Zudem verwenden er und seine Lebensgefährtin Magie, wie z. B. Bannflüche, um die Dämonen zu bekämpfen.
Der Serie fehlte die Koordination, auch in Beschreibung und Schilderung wichen die Romane in Nuancen (was letztlich bei mehreren Autoren immer passieren kann) voneinander ab. Dieser Umstand war nicht den Autoren anzulasten. Eher dem Lektorat, das dafür verantwortlich zeichnet, diese Abweichungen nicht zu extrem werden zu lassen, bzw. zu glätten. So hatte z. B. die wichtigste Waffe Blacks, die Dämonenpeitsche, bei einem Autor einen hohlen und beim anderen einen geflochtenen Stil. Hübners Black war 'Geisterjäger', Rahn nannte ihn 'Dämonenbezwinger'. Selbst der zeitliche Ablauf innerhalb der Serie ist nicht konsistent.
Horst W. Hübner erklärte dazu im Zauberspiegel: „Es gab sehr viele Gespräche mit Autoren, das waren W. A. Hary, Otto Birner oder sonst jemand, die sind teilweise am Redakteur, in dem Fall war ich das, vorbeigeführt worden. Das ergab, dass viele Romane ganz individuell geprägt waren und wenig Rücksicht darauf genommen wurde, was andere Autoren in den Heften davor geschrieben hatten. Es war keine Kontinuität gegeben, weder in der Führung der Heldenfigur, noch im Ablauf der Geschichten. (…) Das erklärt auch Widersprüche zwischen den Autoren, z. B., dass Gordon Black in Band 1 Anwalt und in Band 2 Detektiv war.“

## Hefte
| #  | Autor                          | Titel                             | Jahr |
| -- | ------------------------------ | --------------------------------- | ---- |
| 01 | Norman Thackery (Horst Hübner) | Der Spiegel des Grauens           | 1982 |
| 02 | Bryan Danger (Wolfgang Rahn)   | Die Augen des Dämonen             | 1982 |
| 03 | Norman Thackery                | Friedhof der Hexen                | 1982 |
| 04 | Bryan Danger                   | Der Monstermacher                 | 1982 |
| 05 | Norman Thackery                | Eine Braut für Dracula            | 1982 |
| 06 | Norman Thackery                | Im Kabinett des Teufels           | 1982 |
| 07 | Bryan Danger                   | Die Schatten mit den Würgerhänden | 1982 |
| 08 | Norman Thackery                | Ein Toter kommt um Mitternacht    | 1982 |
| 09 | Norman Thackery                | Der magische Tiger                | 1982 |
| 10 | Norman Thackery                | Der Dämon aus der Hölle           | 1982 |
| 11 | Bryan Danger                   | Die Gruft der Ungeheuer           | 1983 |
| 12 | Norman Thackery                | Der Turm der Schädeljäger         | 1983 |
| 13 | Bryan Danger                   | Hetzjagd der Phantome             | 1983 |
| 14 | Norman Thackery                | Das Blutschloß                    | 1983 |
| 15 | Bryan Danger                   | Schreie in der Hexenfalle         | 1983 |
| 16 | Norman Thackery                | Die Mördermumie                   | 1983 |
| 17 | Bryan Danger                   | Der Mitternachtswürger            | 1983 |
| 18 | Norman Thackery                | Das Mädchen vom Hexenschiff       | 1983 |
| 19 | Bryan Danger                   | Party mit dem Knochenmann         | 1983 |
| 20 | Norman Thackery                | Der Blutgraf vom Totenacker       | 1983 |